# Cnemoplites prionoides
Cnemoplites prionoides là một loài bọ cánh cứng trong họ Cerambycidae.